# 多花麻花头
多花麻花头（学名：Serratula polycephala）是菊科麻花头属的植物，为中国的特有植物。分布在中国大陆的山西、内蒙古、辽宁、河北等地，生长于海拔600米至2,000米的地区，多生于路旁、山坡以及农田中，目前尚未由人工引种栽培。

## 别名
多头麻花头（中国高等植物图鉴）

## 异名
- Serratula polycephala Iljin f. leucophylla Kitag.